# Said Mortasawi

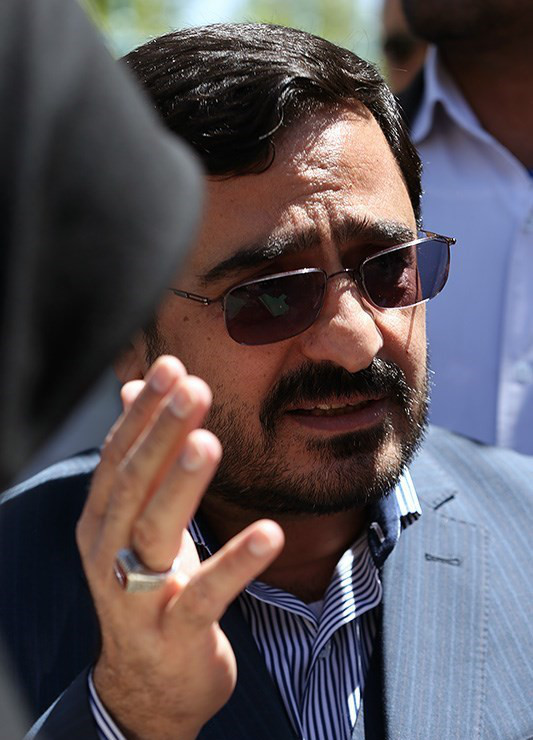
Said Mortasawi

Said Mortasawi (auch Saeed Mortazavi, persisch سعید مرتضوی; * 1967 in Meybod, Iran) ist ein iranischer Jurist, ehemaliger Staatsanwalt des Islamischen Revolutionsgerichts sowie ehemaliger Generalstaatsanwalt der Hauptstadt Teheran. Am 4. März 2012 wurde er zum neuen Direktor der iranischen Sozialversicherung ernannt.

## Generalstaatsanwalt
Mortasawi, ein ehemaliger Richter, wurde am 18. Mai 2003 zum Generalstaatsanwalt Teherans befördert. Dieser Posten war über acht Jahre unbesetzt, weil der Iran im Jahr 1995 Staatsanwälte abschaffte. In jenen Jahren waren Richter auch zeitgleich Staatsanwälte.

### Hinrichtungswelle
Said Mortasawi wird seit 2005 häufig mit der Hinrichtungswelle im Iran in Verbindung gebracht, wobei der Großteil der exekutierten Personen einfache Menschen waren, denen in nahezu allen Fällen unterstellt wurde, Vergewaltiger, Drogenhändler, Diebe, Räuber oder Asoziale zu sein, und die innerhalb eines Monats zum Tode verurteilt und nur kurze Zeit später aufgehängt wurden. In einem Interview mit dem iranischen Staatsfernsehen IRIB sagte er: „Wir werden Teheran zum unsichersten Ort für Mörder und Drogenhändler machen.“ Im Iran wurden im Jahr 2007 mehr als 290 Personen hingerichtet, womit der Staat hinter der Volksrepublik China an zweiter Stelle der weltweiten Statistik Amnesty Internationals liegt.

### Der Fall Zahra Kazemi
Er wurde durch seine Verwicklung im Fall der Fotojournalistin Zahra Kazemi, einer Kanadierin iranischer Herkunft, die zwei Wochen nach ihrer Festnahme im Jahr 2003 im Teheraner Evin-Gefängnis qualvoll starb, bekannt. Mortasawi befahl ihre Festnahme und die Anwendung von Folter bei ihrer Vernehmung, bei der er zugegen war. Nach Zahra Kazemis Tod, der weltweit Bestürzung auslöste und nach dem Kanada eine rasche Aufklärung des Falls verlangte, berief der damalige Staatspräsident Mohammad Chatami eine vierköpfige Untersuchungskommission zur Untersuchung der Todesumstände Kazemis ein, der Mitarbeiter aus vier verschiedenen Ministerien angehörten. Mortasawi versuchte zunächst, die Todesumstände zu verschleiern: er forderte mehrere Agenturen und Zeitungen auf, als Todesursache „einen Schlaganfall“ zu verbreiten. Später teilte die Untersuchungskommission in ihrem Abschlussbericht mit, dass der kanadisch-iranische Fotojournalistin während ihres Verhörs auf den Kopf geschlagen wurde, wobei sie einen schweren Schädelbruch erlitt und infolge sich daran anschließender Hirnblutungen im Baghiyyatollah al-Azam Militärhospital erlag. In einem Prozess, dessen Ausgang bereits vorher feststand, kamen Mortasawi und alle anderen am Tod Zahra Kazemis beteiligten Personen, hauptsächlich Geheimdienstmitarbeiter, unbestraft davon.

### Presse
Mortasawi ist unter vielen Iranern und den westlichen Medien auch als der „Schlächter der Presse bzw. Pressefreiheit“ bekannt. Seit seinem Amtsantritt als Generalstaatsanwalt im Jahr 2003 ließ er bislang über 120 Tageszeitungen und Zeitschriften schließen, die einmal oder wiederholt Kritik am Regime und System übten. Im Jahr 2005 berichteten Journalisten über Todesdrohungen, die sie nach ihren Aussagen, die Mortasawi belasteten, erhielten. Die betroffenen Journalisten sagten, sie seien auf Anweisung Mortasawis während ihrer Haft gefoltert worden. Der Teheraner Generalstaatsanwalt wies auf einer eigens angeordneten Pressekonferenz alle Schuld von sich.
Wie sehr Mortasawi die Meinungs- und Pressefreiheit bekämpft, zeigt sich nicht nur in der Zahl der Festnahmen von Journalisten, Aktivisten regierungsunabhängiger Organisationen, Bloggern und sogar technischen Mitarbeitern jener Webseiten, die sich auf die Verbreitung politischer Inhalte und Nachrichten spezialisierten; auf seine Anweisung wurden diese Personen seit dem Jahr 2004 kontinuierlich festgenommen, vernommen und dabei gefoltert. Nach der Schließung regimekritischer Zeitungen und Zeitschriften hat Mortasawi auch die letzte Bastion der Meinungsfreiheit, das Internet, eingenommen. Ein besonderer Fall war der des Amir Farshad Ebrahimi, ein in Deutschland lebender iranischer Blogger, Journalist und Ex-VEVAK-Geheimdienstler, der auf Ersuchen des Iran, insbesondere Said Mortasawi, in seinem Urlaub in der Türkei festgenommen und an den Iran ausgeliefert werden sollte, ehe er auf Intervention des Auswärtigen Amtes frei gelassen und nach Berlin zurückkehren konnte.

### Studentenfestnahmen
Seit 2006 werden auf Anweisung Mortasawis Studenten festgenommen, die bei ihren Vernehmungen Folter ausgesetzt sind. Der Grund für die Festnahmen sind Studentenproteste auf verschiedenen Uni-Campus gegen den amtierenden iranischen Staatspräsidenten Mahmud Ahmadinedschad.

### Iranische Webseiten
Am 15. Februar 2008 ließ Mortasawi Berichten zufolge fünf weitere iranische Webseiten, die politische Ereignisse kommentierten, schließen. Als Begründung für diese Maßnahme nannte er „Vergiftung der Wahlsphäre“ in Bezug auf die Parlamentswahlen, die in Mitte März 2008 anstanden.

## UN-Menschenrechtsrat
Als „Gipfel des Zynismus“ bezeichneten viele Iraner und Außenbetrachter die im Jahr 2006 vom Staat Iran entsandte Delegation zur Teilnahme an dem damals neu gebildeten UN-Menschenrechtsrat, der Said Mortasawi angehörte. Ob Exil-Iraner, Oppositionelle und/oder Menschenrechtsorganisationen wie die Human Rights Watch, sie alle versuchten, den Iran davon zu überzeugen, ihn von der Liste zu streichen. Darüber hinaus sollten andere Staaten sich nicht mit der iranischen Delegation treffen, solange Mortasawi ihr angehörte. Alle Bemühungen waren erfolglos und so nahm der „Schlächter der Presse“ an der Sitzung teil. Sein erstes Treffen war pikanterweise mit dem ebenfalls kontroversen simbabwischen Justizminister Patrick Chinamasa. Mortasawi nutzte die Gunst der Stunde und befürwortete das Recht des Zugangs zur Hochtechnologie, insbesondere die Nutzung der Atomenergie für alle Nationen. Er ermahnte den UN-Menschenrechtsrat, sich nicht zum Handlanger der Großmächte machen zu lassen und die Menschenrechtsverletzungen, welche die westlichen (Groß-)Mächte z. B. im Krieg gegen den Terror begingen, näher zu untersuchen. Kanada in Person seines Ministerpräsidenten Stephen Harper forderte Deutschland auf, den Generalstaatsanwalt auf seinem Rückflug in Frankfurt am Main festzunehmen.

## Verbrechensvorwürfe
Am 19. Dezember 2009 wurde von iranischen Offiziellen zugegeben, dass die drei Insassen Amir Javadifar, Mohammad Kamrani und Mohsen Ruholamini im Kahrizak-Gefängnis am südlichen Stadtrand von Teheran zu Tode kamen. Die drei waren bei Demonstrationen verhaftet worden. Ruholamini ist Sohn des Abdul-Hossein Ruholamini, ein Berater des konservativen Präsidentschaftskandidaten Mohsen Rezai. Zwölf Gefängnismitarbeiter wurden wegen Verbrechen, darunter auch Mord, angeklagt.
Das iranische Parlament ernannte ein Komitee, welches die Vorkommnisse untersuchen sollte. Als Ergebnis veröffentlichte das Komitee im Januar 2010 einen Bericht, der Said Mortasawi für diese Vorfälle verantwortlich erklärte. Der für den Mittleren Osten zuständige Abteilungsleiter von Human Rights Watch, Joe Stork, bezeichnete Mortasawi als regelmäßigen Menschenrechtsverletzer (serial human rights abuser) und forderte das iranische Parlament auf, die Untersuchung gegen Mortasawi auch auf dessen Vergangenheit auszudehnen.
Am 3. Februar 2013 wurde Mortasawi ohne Angaben von Gründen festgenommen.